# Ramaria fuscobrunnea
Ramaria fuscobrunnea är en svampart som beskrevs av Corner 1955. Ramaria fuscobrunnea ingår i släktet Ramaria och familjen Gomphaceae.   Inga underarter finns listade i Catalogue of Life.